# حي العجمي
حي العجمي هو أحد أحياء مدينة الإسكندرية في مصر، أنشأ بقرار رئيس مجلس الوزراء رقم 2426 لسنة 2007، بلغ عدد سكانه في 1 يوليو 2017 حوالي 473916 نسمة مُقسمين إلى 244005 من الذكور، و229911 من الإناث، وينقسم إداريًا إلى قسم واحد يضم سبعة شياخات هو قسم الدخيلة، يحده من الشمال البحر الأبيض المتوسط ، ومن الشرق حي غرب، ومن الغرب حي أول العامرية، ومن الجنوب بحيرة مريوط وطريق القاهرة - الإسكندرية الصحراوي، ومن أهم المناطق السكنية بالحي المكس، الدخيلة، البيطاش، الهانوفيل، والكيلو 21.
يعد وجهة سياحية محلية للمصريين، بدأ الحي كمصيف في مصر في 1950، ثم تطور إلى المنطقة المعروفة اليوم، ولا تزال وجهة سياحية شعبية محلية، للطبقة الوسطى في مصر، يوجد به عدد من الآثار من بينها القلعة الفرنسية التي بُنيت خلال الاحتلال الفرنسي، وكذلك العديد من أبراج المراقبة التي بُنيت في عهد الدولة العثمانية.

## التقسيم الإداري
ينقسم حي العجمي إداريًا إلى قسم واحد يضم سبعة شياخات كالتالي:

### قسم الدخيلة
يتكون من الشياخات التالية:
- شياخة المكس.
- شياخة الدخيلة.
- شياخة البيطاش شرق.
- شياخة البيطاش غرب.
- شياخة العجمي البحرية.
- شياخة الذراع البحري.
- شياخة الكيلو 21.

## أهم المعالم
- ميناء الدخيلة.
- 42 شاطئ.
- مستشفي العجمي المركزي.[7]
- منطقة أم زغيو الصناعية.[8]
- مجمع معامل تكرير البترول.

## معرض الصور

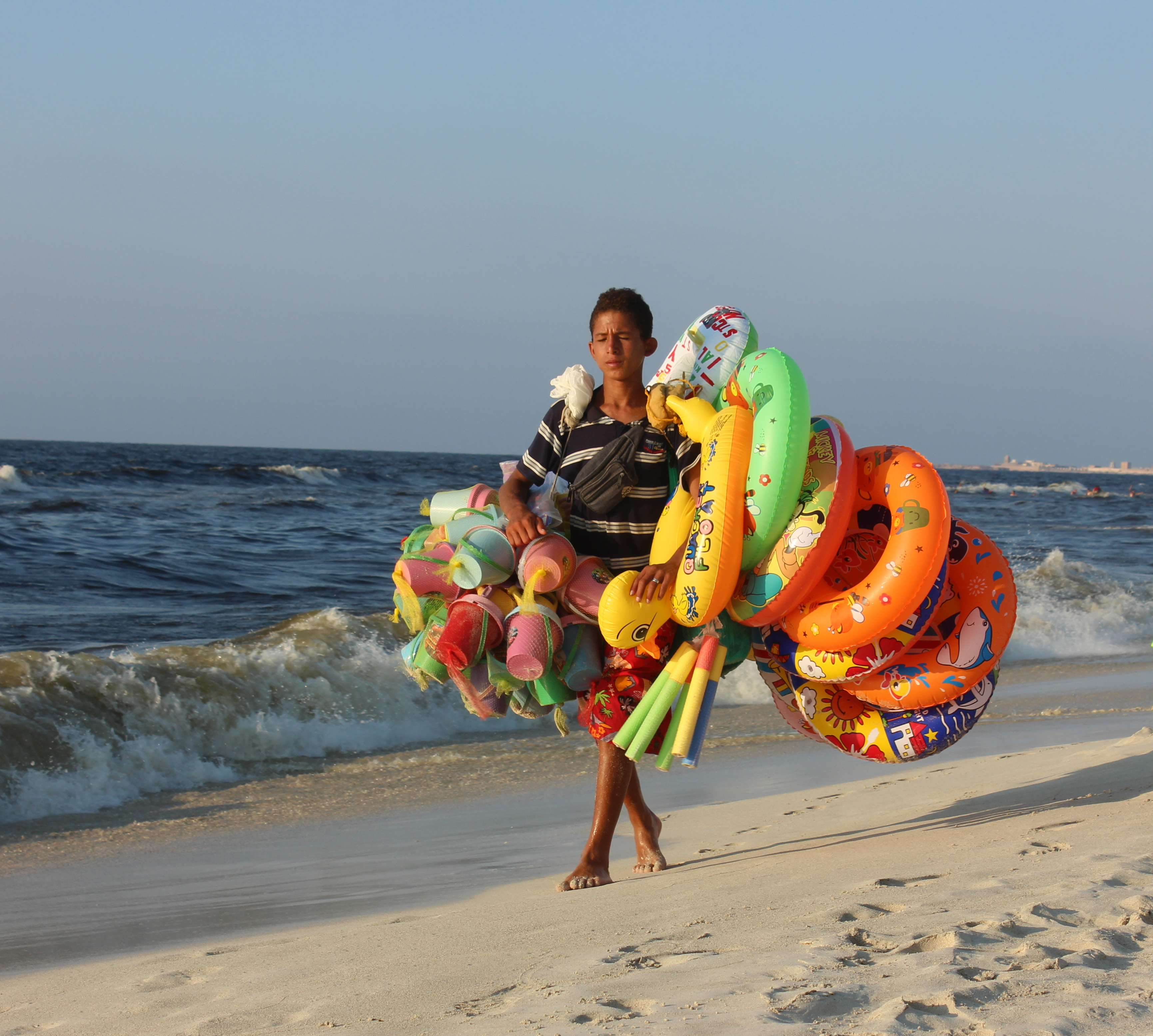
بائع عوامات.
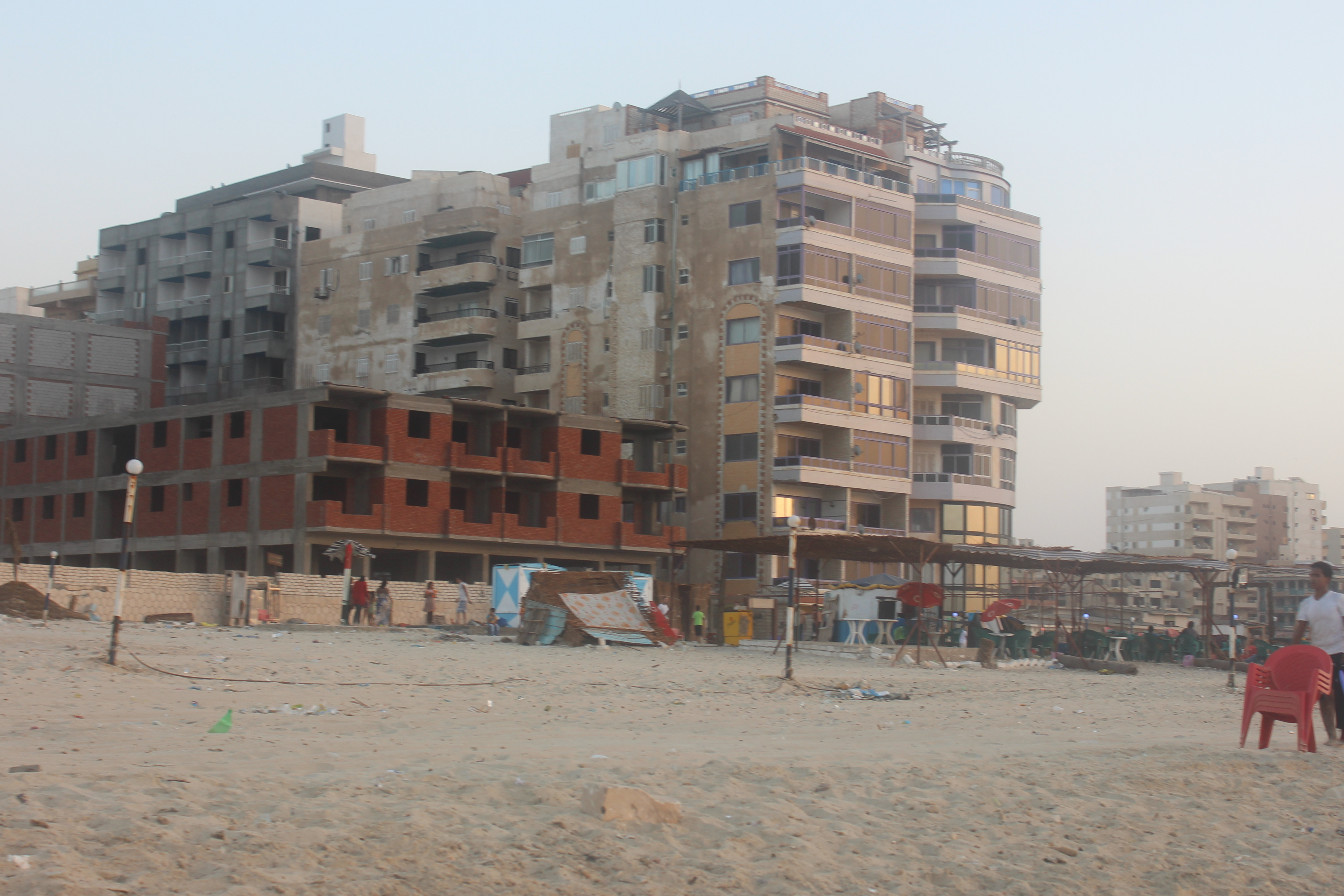
شاطئ السلام.
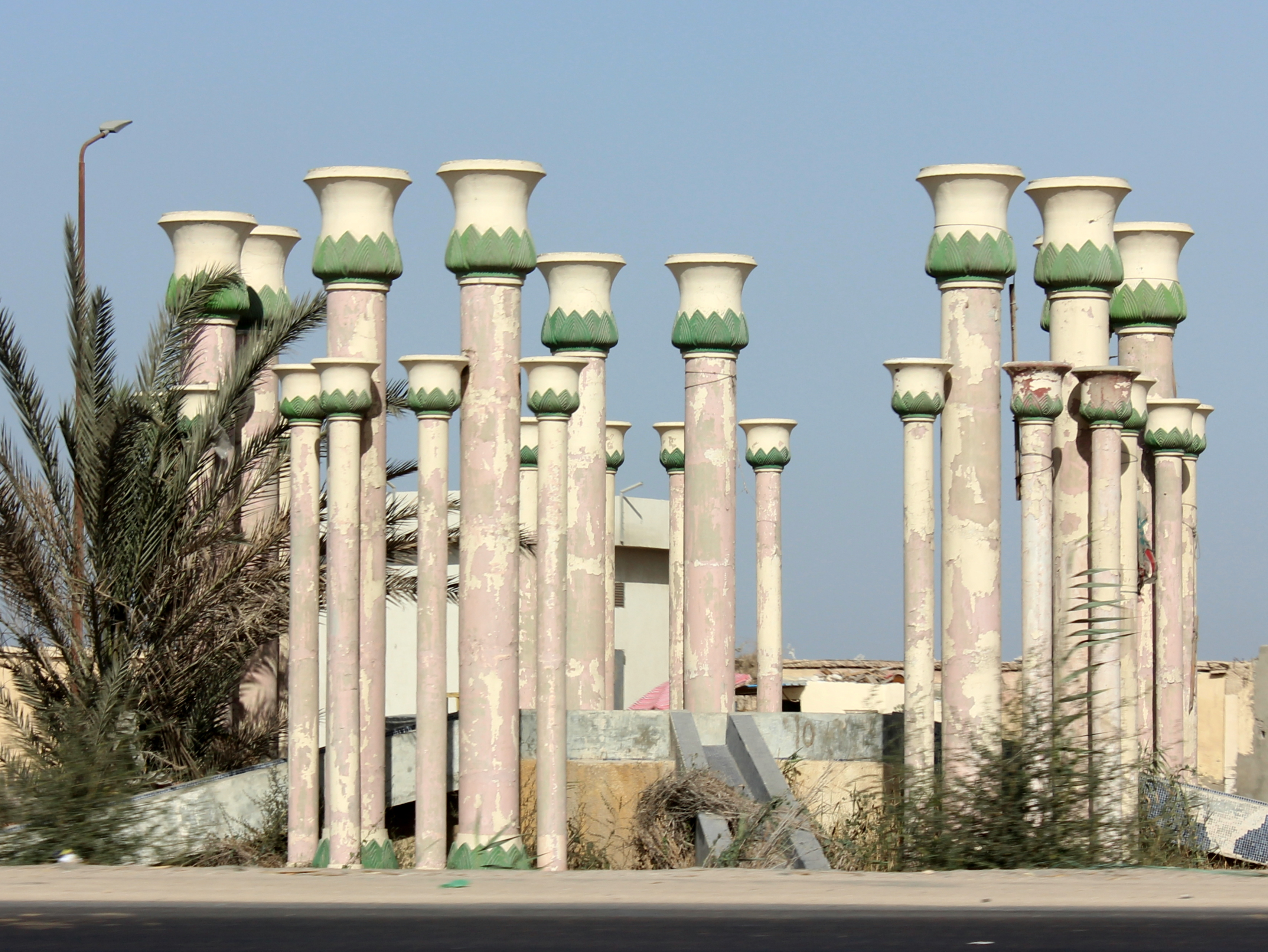
ميدان أم زغيو
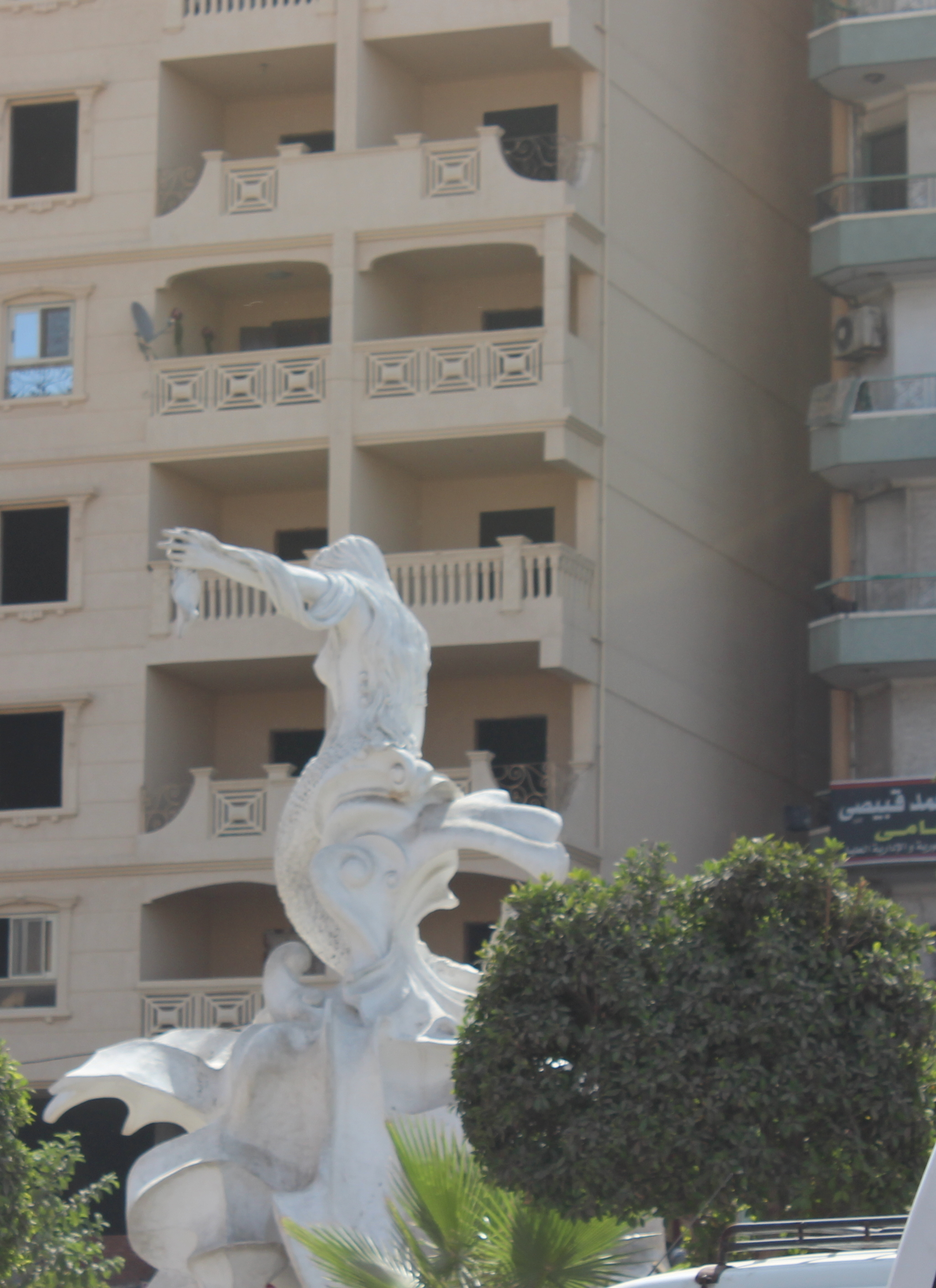
تمثال سمكة البحر بمدخل الهانوفيل.
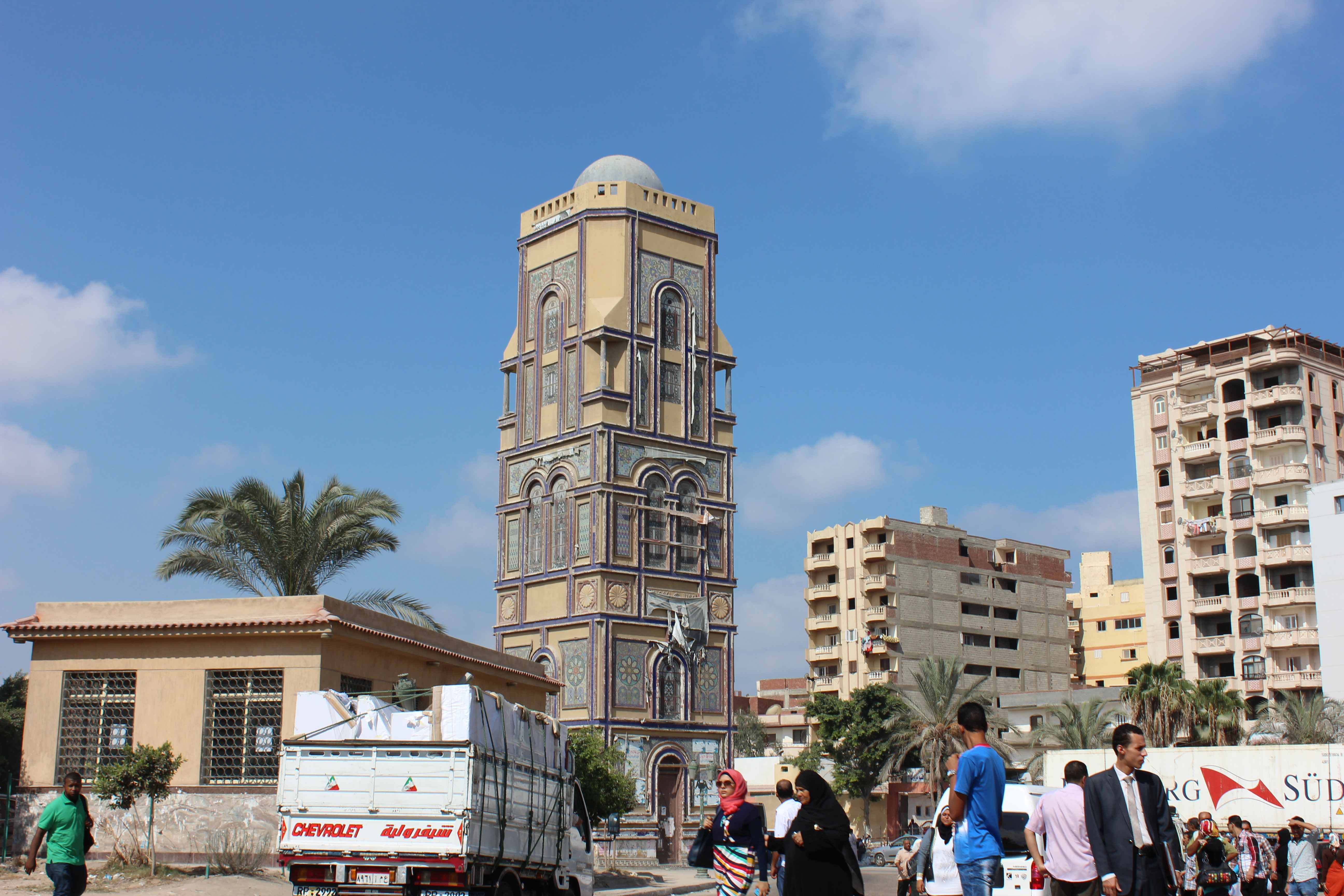
الكيلو 21
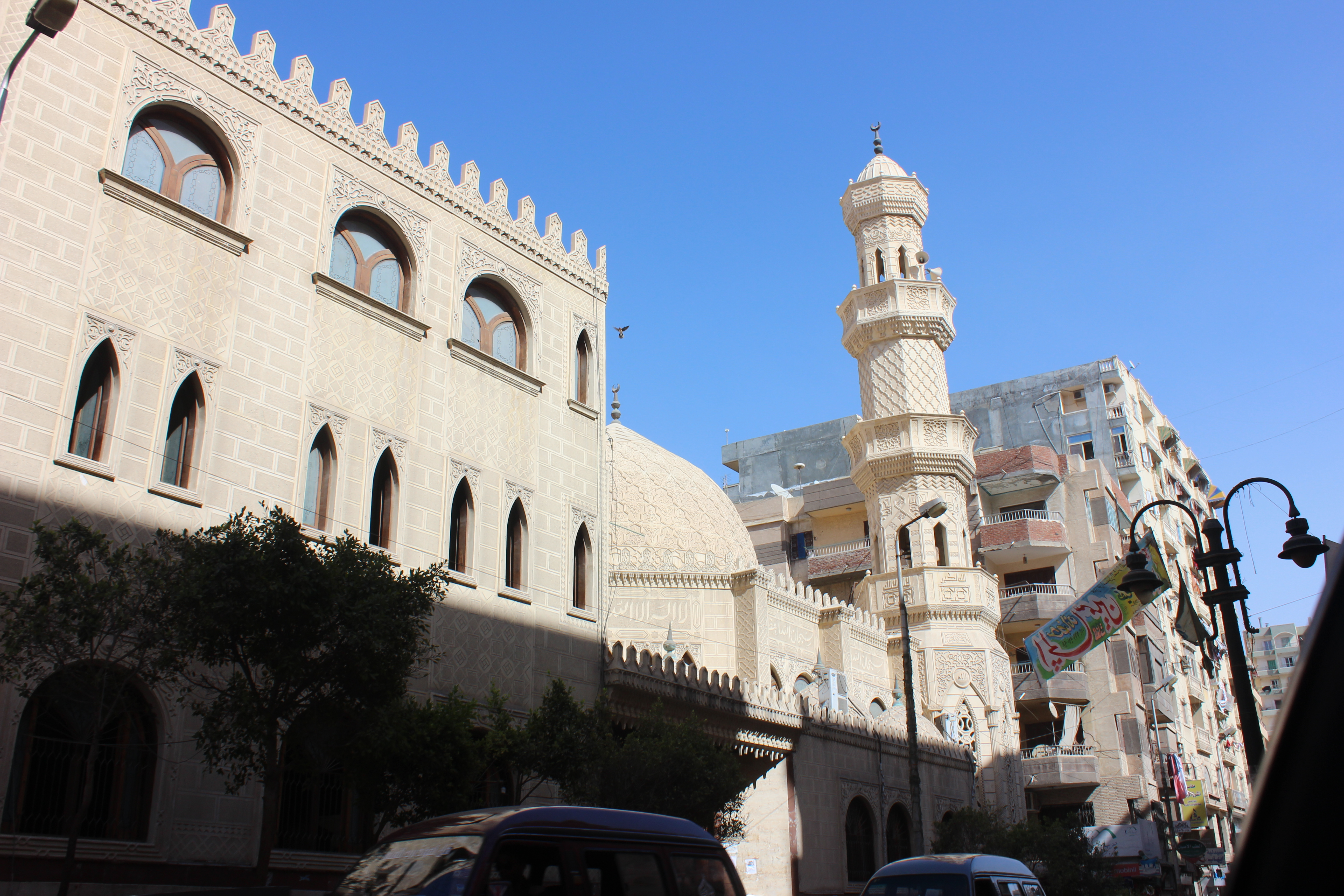
مسجد السلام
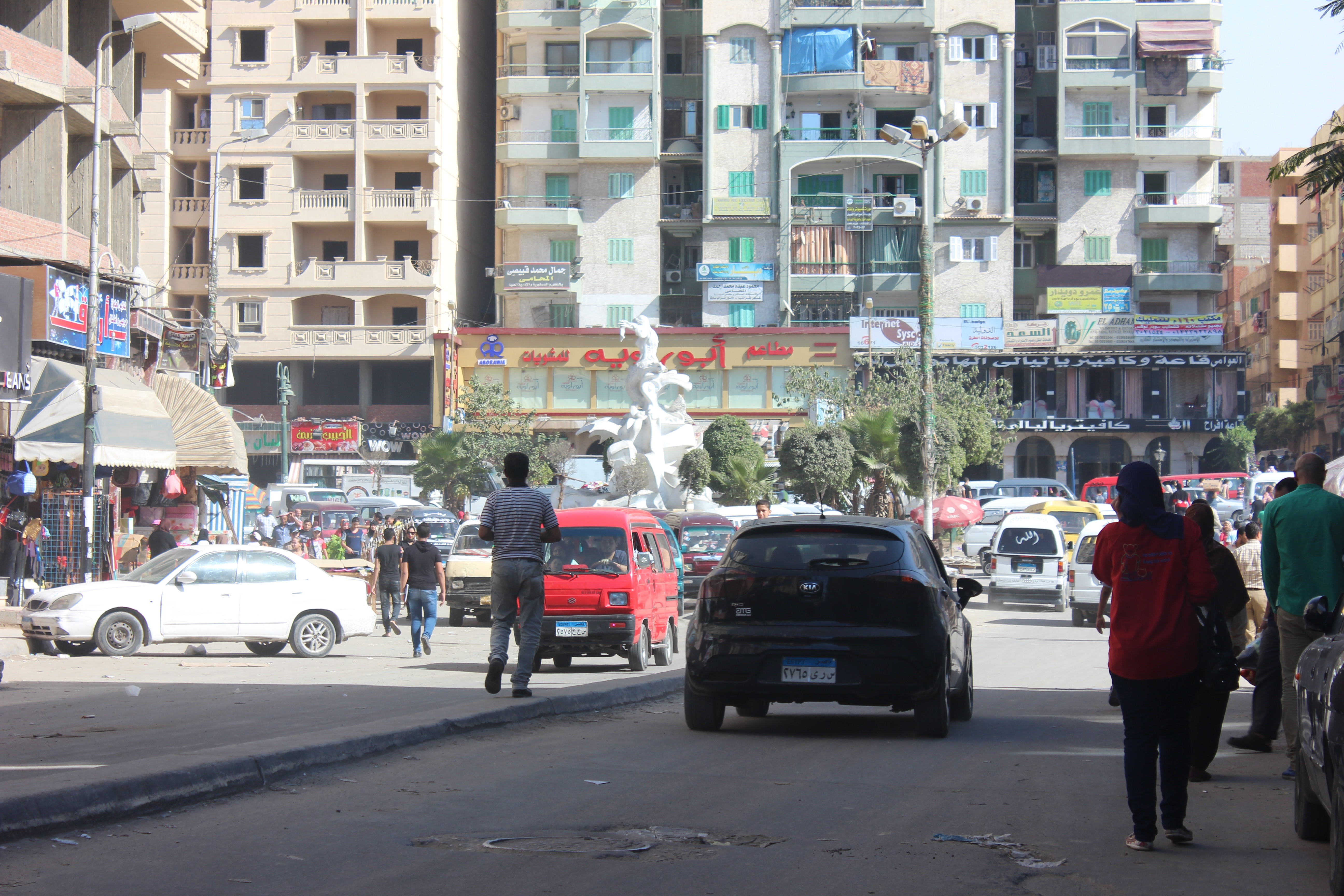
محلات
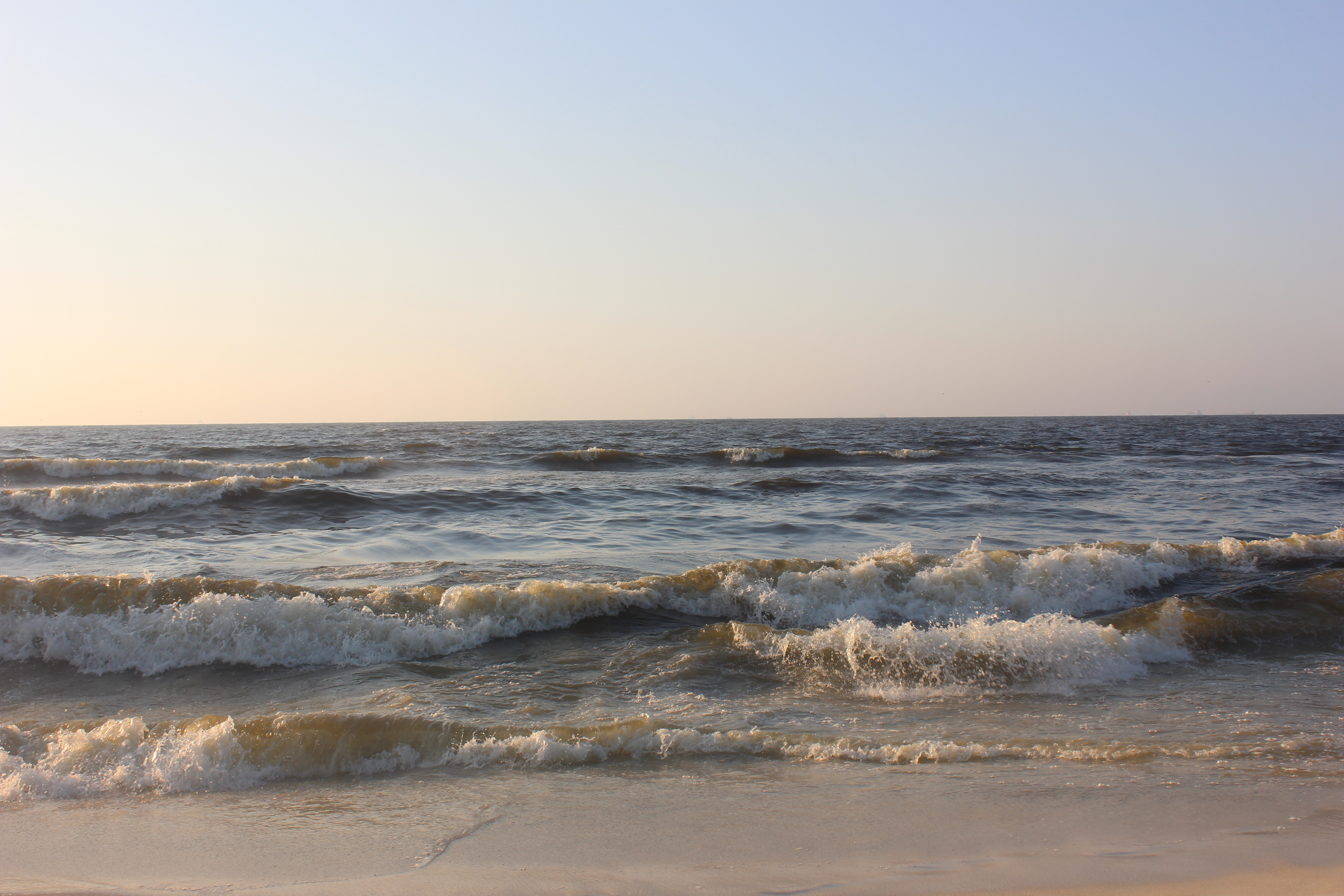
شاطئ الهانوفيل

## وصلات خارجية
- الصفحة الرسمية لحي العجمي على موقع فيس بوك